# Sarasadat Khademalsharieh
Sarasadat Khademalsharieh (en persa: سارا سادات خادم‌الشریعه ; nascuda el 10 de març de 1997), també coneguda com a Sara Khadem, és una jugadora d'escacs iraniana que té els títols de Mestra Internacional des de 2015 i Gran Mestre Femení des de 2013. El juliol de 2023, se li va atorgar la nacionalitat espanyola, i va canviar de federació de la iraniana a l'espanyola.

## Biografia
Sarasadat Khademalsharieh va néixer el 10 de març de 1997 a Teheran. De petita li agradaven diversos esports com el tennis i el bàsquet. Després de ser introduïda als escacs per una de les seves companyes als vuit anys, va fer que els seus pares la fessin anar a una classe d'escacs. Tot i que els seus pares no juguen als escacs, els ha atribuït el suport de la seva carrera professional. També atribueix a un dels seus amics el fet de presentar-la a Khosro Harandi, un mestre i entrenador internacional iranià, com un pas fonamental per avançar en la seva carrera. Més tard, quan era adolescent, va ser entrenada per Robin van Kampen, un Gran Mestre neerlandès (GM).

## Resultats destacats en competició
Khademalsharieh va guanyar el Campionat asiàtic sub-12 de noies el 2008, el Campionat del món sub-12 de noies el 2009, el Campionat de Blitz asiàtic sub-16 de noies el 2012, i el Mundial sub-16 de Blitz de noies el 2013. L'any 2014, va quedar subcampiona del Campionat del Món Juvenil Femení.
Khademalsharieh va jugar amb l'equip iranià a les Olimpíades d'escacs femenines de 2012, 2014 i 2016.
Va guanyar el campionat femení iranià de 2015, celebrat el gener de 2016.
Khademalsharieh es va classificar per al Gran Premi Femení de la FIDE 2015–16 com a nominada de la ciutat amfitriona després de guanyar un matx de classificació contra Atousa Pourkashiyan a Teheran. En l'etapa del Gran Premi celebrada a la seva ciutat natal, tot i ser la jugadora amb menys puntuació de la graella, va acabar en segona posició i va aconseguir la seva primera norma de Gran Mestre.
Va competir al Campionat del Món d'escacs femení 2017, però va ser eliminada a la primera ronda per Sopiko Guramishvili. Al Campionat del món d'escacs de Ràpid i Blitz de Sant Petersburg 2018 hi ocupà el segon lloc.

## Vida personal
El setembre de 2017, Khademalsharieh es va casar amb el presentador i director de cinema iranià d'Internet Ardeshir Ahmadi. El gener de 2020 va anunciar la seva renúncia a la selecció nacional. Tanmateix, va tornar a l'equip al maig. El gener de 2023, va anar a viure al sud d'Espanya, adquirint una propietat. El mateix mes, l'Iran va dictar una ordre d'arrest contra ella. El juliol de 2023, se li va atorgar la nacionalitat espanyola, i va canviar de federació de la iraniana a l'espanyola.«Sara Khadem obtiene la nacionalidad española».  Diari Marca. [Consulta: 14 agost 2023].</ref>

## Protesta del hijab
El desembre de 2022, va decidir no portar hijab durant el Campionat del món ràpid i blitz. Les dones a l'Iran estan obligades a dur hijab en públic, fins i tot a l'estranger, i algunes esportistes no s'adherien a les Protestes després de la mort de Mahsa Amini en marxa. Després dels torneigs, Khademalsharieh va adquirir un habitatge a Espanya, i va dir que hi aniria a viure amb la seva família.